# Alchemilla villarii
Alchemilla villarii é uma espécie de rosácea do gênero Alchemilla, pertencente à família Rosaceae.